# USS Baltimore (1798)
USS Baltimore was een fregat van de Amerikaanse marine en het tweede schip vernoemd naar de Amerikaanse stad Baltimore in de staat Maryland. Het schip leverde strijd tegen de Britten toen er nog geen officiële oorlogsverklaring was met Engeland, en in de Quasi-Oorlog met Frankrijk en heroverde verscheidene schepen uit Franse handen.

## Loopbaan
Dit 20 kanonnen tellend zeilschip werd gebouwd in 1798 door Joseph Caverly in Baltimore, Maryland, als de "Adriana". Het werd aangekocht met geldelijke schenkingen door de burgerbevolking van Baltimore voor de Amerikaanse marine op 23 mei 1798. Het schip werd herdoopt als Baltimore en onder bevel van kapitein Isaac Philips geplaatst.
In augustus 1798 kreeg de Baltimore opdracht om, samen met het vlaggenschip en fregat Constellation een konvooi van koopvaardijschepen te begeleiden vanuit Havana, Cuba.
Later in 1798 begeleidden de Baltimore en de Constitution een konvooi naar Havana, toen de Constitution boegspriet begon te barsten en uiteindelijk huiswaarts moest keren. Daarna ontmoette de Baltimore,op 16 november 1798, twee Britse fregatten waarmee het in een strijd werwikkeld raakte en het gedwongen werd 55 bemanningsleden aan de Britten uit te leveren, waarvan er 50 terugkeerden na de strijd.
Op de terugreis naar de Verenigde Staten werd kapitein Philips ontslagen voor het oogluikend toelaten van een "provocatie en aanslag op de Amerikaanse vlag". Dit incident leidde tot nog méér anti-Britse gevoelens onder de Amerikanen. De Britten ronselden met dwang Amerikaanse kolonialen uit de havenkroegen en zelfs van de Amerikaanse schepen om hun marine te versterken.
Gedurende het jaar 1799 nam de Baltimore twee schepen in beslag en het jaar daarop nog eens drie schepen, alsook twee terug heroverde voormalige Amerikaanse schepen, die eerder in Franse handen waren gevallen tijdens de Quasi-Oorlog met Frankrijk. Na het einde van de Quasi-Oorlog, bezorgde de Baltimore de bekrachtiging van het vredesverdrag, samen met een officiële delegatie naar Frankrijk. Na de terugkeer werd de USS Baltimore in Philadelphia, Pennsylvania in 1801 verkocht.